# Houjie
Houjie (kinesiska: 厚街) är en köping i sydöstra  Kina.  Den ligger i staden Dongguan i provinsen Guangdong, omkring 45 kilometer sydost om provinshuvudstaden Guangzhou. Antalet invånare är 438 283. Befolkningen består av 199 505 kvinnor och 238 778 män. Barn under 15 år utgör 6,0 %, vuxna 15-64 år 91 %, och äldre över 65 år 2,0 %.